# Juan Muñoz de la Peña Morales
Juan Muñoz de la Peña Morales (geboren am 4. April 1996 in Madrid) ist ein spanischer Handballspieler, der auf der Spielposition Rückraum Mitte eingesetzt wird.

## Vereinskarriere
Juan de la Peña spielte bei BM Carabanchel, bevor er im Jahr 2017 nach Deutschland wechselte. Dort war er von 2017 bis 2019 beim SC Magdeburg, von 2019 bis Sommer 2020 bei HBW Balingen-Weilstetten, anschließend kurzzeitig, bis Oktober 2020, beim Wilhelmshavener HV aktiv. Seit Oktober 2020 spielt er für SG BBM Bietigheim in der 2. Bundesliga. 2024 stieg er mit der SG BBM Bietigheim in die Bundesliga auf.
Mit dem Team aus Magdeburg nahm er an europäischen Vereinswettbewerben teil.

## Auswahlmannschaften
Sein erstes Spiel für Spanien absolvierte er am 2. Juli 2013 mit der promesas selección gegen die Auswahl Frankreichs. De la Peña spielte als Jugendnationalspieler Spaniens bei der U-18-Europameisterschaft in Polen (2014). Als Juniorennationalspieler Spaniens nahm er an der U-20-Europameisterschaft in Dänemark (2016) teil, bei der er mit dem Team Europameister wurde, und an der U-21-Weltmeisterschaft in Algerien (2017), bei der die Spanier Weltmeister wurden. Er stand bis Juli 2017 in 57 Spielen im Aufgebot der spanischen Nachwuchsteams und erzielte dabei 87 Tore.